# Georgia Department of Corrections
Das Georgia Department of Corrections (GDC) ist die Strafvollzugsbehörde des US-Bundesstaates Georgia. Der Commissioner des GDC ist Tyrone Oliver.

## Geschichte

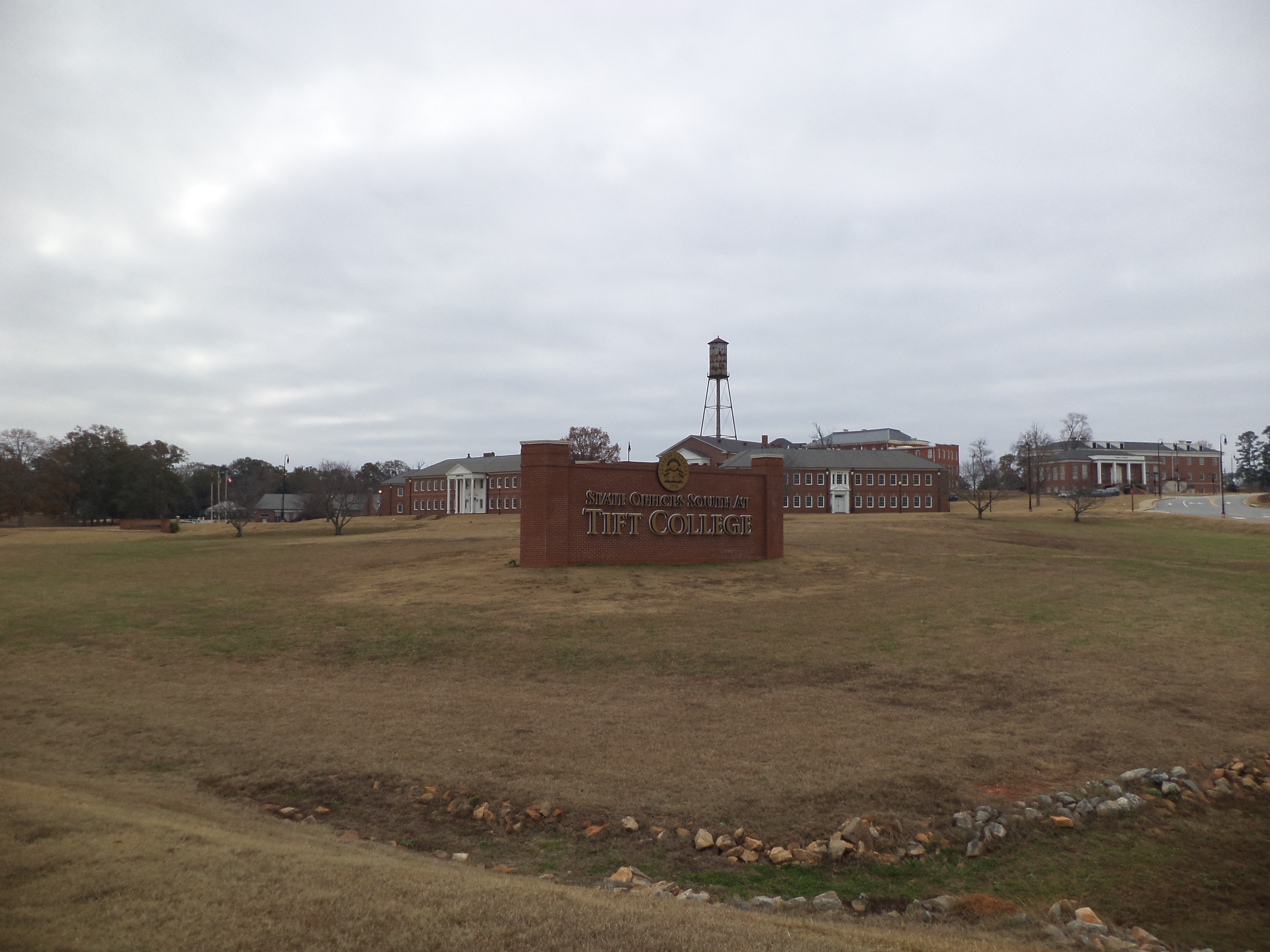
Hauptquartier auf dem Gelände des Tift College in Forsyth

Das Georgia Department of Corrections wurde im Jahr 1969 gegründet. Im Jahr 2006 hat der Gouverneur Sonny Perdue angekündigt, dass die Behörde von ihrem ehemaligen Standort in Atlanta in die Gebäude des ehemaligen Tift College in Forsyth verlegt wird. Bei einer Umfrage der Mitarbeiter im Jahr 2007 stellte man fest, dass 49 % weiterhin am neuen Standort beim GDC arbeiten wollen. Der Umzug zum neuen Standort war im September 2010 geplant.  Als Alternativen für andere Hauptquartierstandorte standen Gebäude auf dem Gelände des Georgia Diagnostic and Classification Prison, Macon, Centerville und Warner Robins zur Wahl.
Im Staat Georgia ist laut einer Studie des Pew Center on the States eine von 13 Personen inhaftiert. Die Kosten hierfür betragen jährlich 1,25 Milliarden $.

## Todesstrafe
Der Todestrakt für männliche Personen befindet sich im Georgia Diagnostic and Classification Prison im Butts County. Für weibliche Gefangene befindet sich dieser im Arrendale State Prison im Habersham County.
Von 1735 bis 1924 wurde Personen, die zum Tode verurteilt wurden, im County, in dem die Straftat begangen wurde, erhangen. Die erste hingerichtete Person im Bundesstaat Georgia war Alice Ryley. Am 16. August 1924 wurde ein Gesetz von der Georgia General Assembly verabschiedet, welches nur noch die Hinrichtung mit dem elektrischen Stuhl erlaubte. Mit dieser Methode wurde am 13. September 1924 die erste Person hingerichtet. Von 1964 bis 1976 fand ein Hinrichtungstopp durch den US Supreme Court statt, sodass die Gesetze der Bundesstaaten aufgehoben waren. Im Jahr 2000 wurde als Hinrichtungsmethode die letale Injektion eingeführt. Seit diesem Zeitpunkt wurden 30 Hinrichtungen durchgeführt.

## Gefängnisse

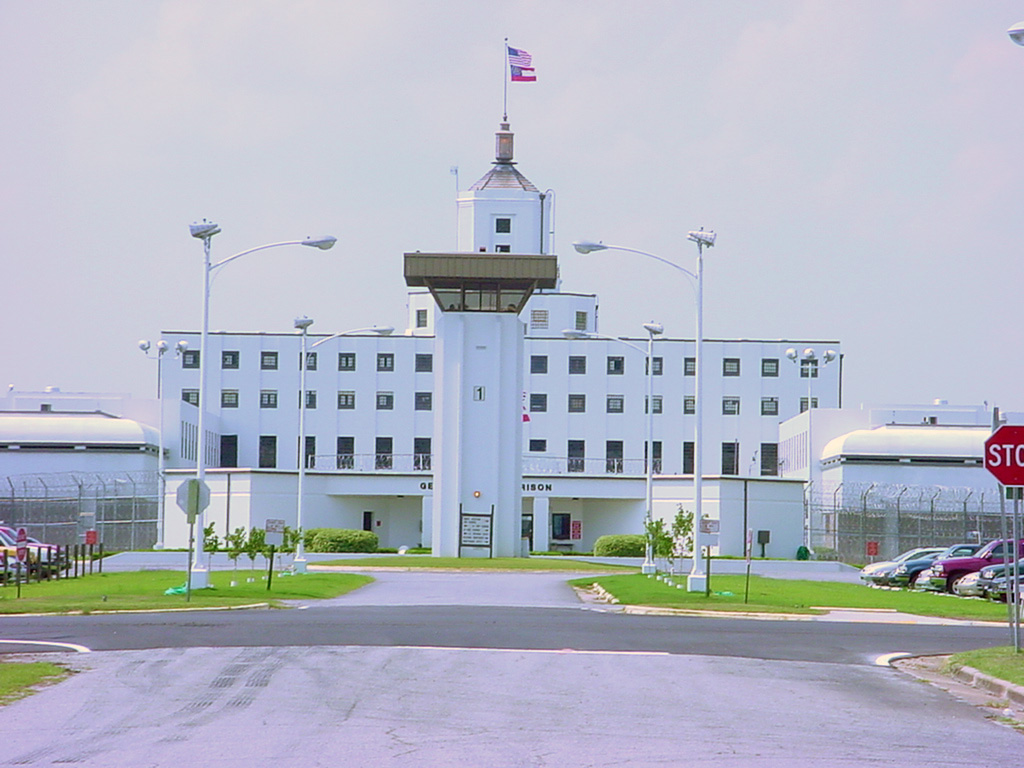
Haupteingang des Georgia State Prison

## Gefängnisstreik 2010
2010 haben in 7 Gefängnissen des GDC Gefangene an einem organisierten Streik teilgenommen. Der Streik begann am 9. Dezember und endete am 15. Dezember. Er gilt als größter Gefängnisstreik der Geschichte der Vereinigten Staaten und wurde von weiteren Streiks in anderen US-Bundesstaaten gefolgt.

### Planung und Ablauf
Mit geschmuggelten Mobiltelefonen haben Gefangene den Streik über mehrere Monate im Voraus geplant. Am 7. Dezember begannen Gefangene sich zu weigern zu arbeiten oder ihre Zellen zu verlassen. Laut einem Bericht der New York Times teilten Gefangene dem Gefängnispersonal mit, dass sie erst wieder arbeiten werden, wenn ihre Forderungen wie zum Beispiel die Vergütung der Arbeit, qualitativere Mahlzeiten und bessere Bildungsmöglichkeiten erfüllt werden.
Mehrere Gefangene haben während und nach dem Streik mit Mobiltelefonen die New York Times angerufen und angegeben, sie wüssten nicht wer hinter dem Streik stecke, sondern sie hätten über SMS-Nachrichten davon erfahren.

### Betroffene Gefängnisse
Vom Streik waren das Augusta State Medical Prison, Baldwin State Prison, Hancock State Prison, Hays State Prison, Macon State Prison, Smith State Prison und Telfair State Prison betroffen. Schätzungen zufolge haben mehrere Tausend Personen an den Streiks teilgenommen.

### Forderungen
Nach Beginn des Streiks haben die Gefangen eine Pressemitteilung herausgegeben, in der sie ihre Forderungen dargelegt haben. Die Forderungen umfassten die folgenden:
- Vergütung der Arbeit,
- Verbesserung der Bildungschancen,
- Angemessene Gesundheitsversorgung,
- Angemessenere Strafen
- Ausgewogenere Ernährung und
- Zugang und Kontakt zu den Familien.[17][19]

### Ende der Streiks
Am 9. Dezember wurden als Gegenmaßnahme mehrere Gefängnisse abgeriegelt. Obwohl der Streik eintägig geplant wurde, wurde er verlängert, da mehrere Gefangene berichteten, dass Mitarbeiter auf den Streik mit Gewalt reagierten. Am 15. Dezember wurde der Streik offiziell als beendet erklärt.